# Biograd na Moru
Biograd na Moru (Italiaans: Zaravecchia en Alba Marittima; Latijn: Alba Maris; Hongaars: Tengerfehérvár) is een stad in de Kroatische landstreek Dalmatië. De stad had per 2005 een inwoneraantal van 6.059. Biograd na Moru ligt aan de Adriatische kust in de provincie Zadar. Vanuit de stad heeft men uitzicht op het eiland Pašman, en de stad zelf ligt op de route van Zadar en Sukošan richting Vodice en Šibenik.
Biograd is al lange tijd een toeristenoord. De eerste toeristen (Tsjechen) kwamen in de jaren twintig van de 20e eeuw. Het eerste hotel werd in 1935 gebouwd.

## Geschiedenis
De naam van de stad betekent "witte stad aan de zee". De stad werd in de 10e eeuw voor het eerst genoemd en was gesticht door de Kroatische adel. Het werd al gauw een belangrijke plek voor de Kroatische adel en de bisschoppen – in deze stad werd Koloman van Hongarije in 1102 ingehuldigd, wat meteen betekende dat de regio tot het Koninkrijk Hongarije ging behoren. Tijdens de Vierde Kruistocht (1202) werd Zara (Zadar) door Kruisvaarders ingenomen – de mensen uit deze stad vluchtten naar Biograd, waarna de stad ook wel Zara vecchia ("Oud Zara") genoemd.
Tijdens de 13e eeuw en de 14e eeuw werd de stad geregeerd door de hertogen van Cătina, de Tempeliers van Vrana en de hertogen van Bribir, de Šubićen. In 1409 ging de stad op in de republiek Venetië en bleef Venetiaans bezit tot het einde van de republiek in 1797.
Tijdens de oorlogen tussen de Venetianen en de Turken werd de stad ernstig beschadigd; de stad werd tweemaal vernietigd en verbrand (in 1521 en in 1646). In de 16e eeuw en de 17e eeuw werd de Kroatische militie in Biograd opgezet die vaak nog in actie zou zijn in de oorlog tegen de Turken.
Ook in de moderne tijd had de stad met oorlog te maken, de Servische strijdkrachten hebben met lange-afstandsbombardementen tussen 1991-1993 de stad belegerd.

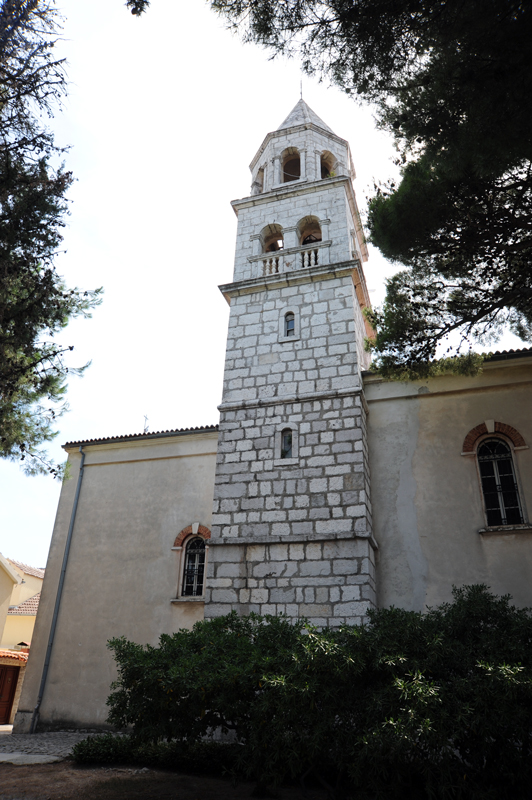
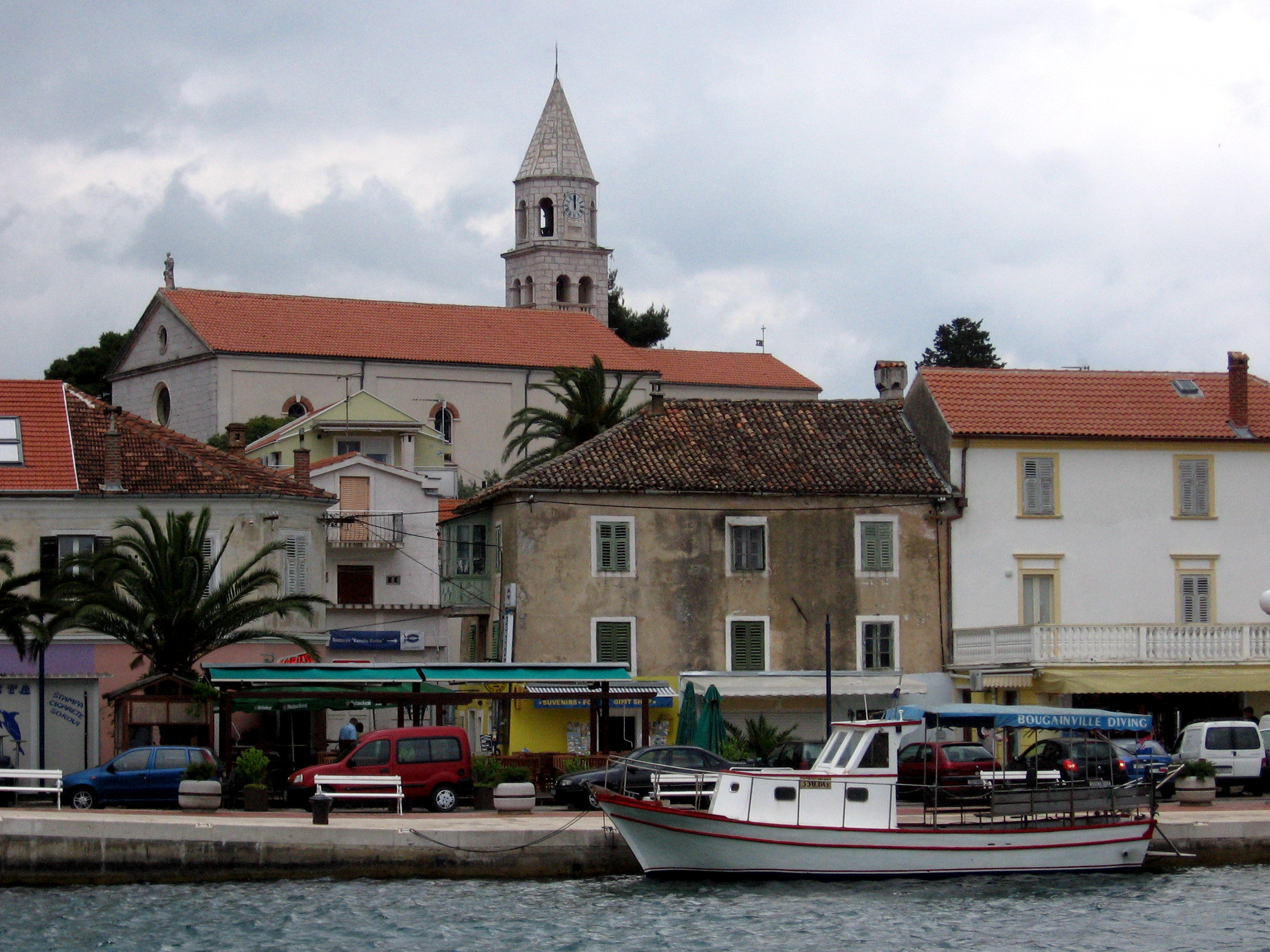
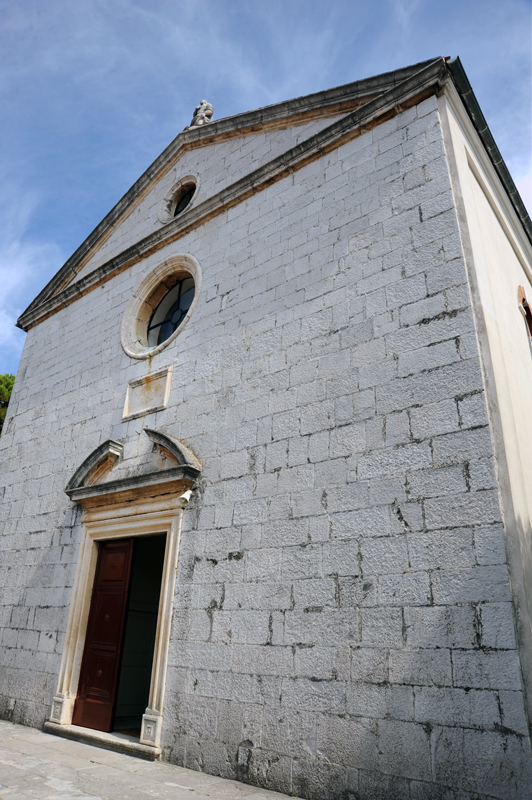
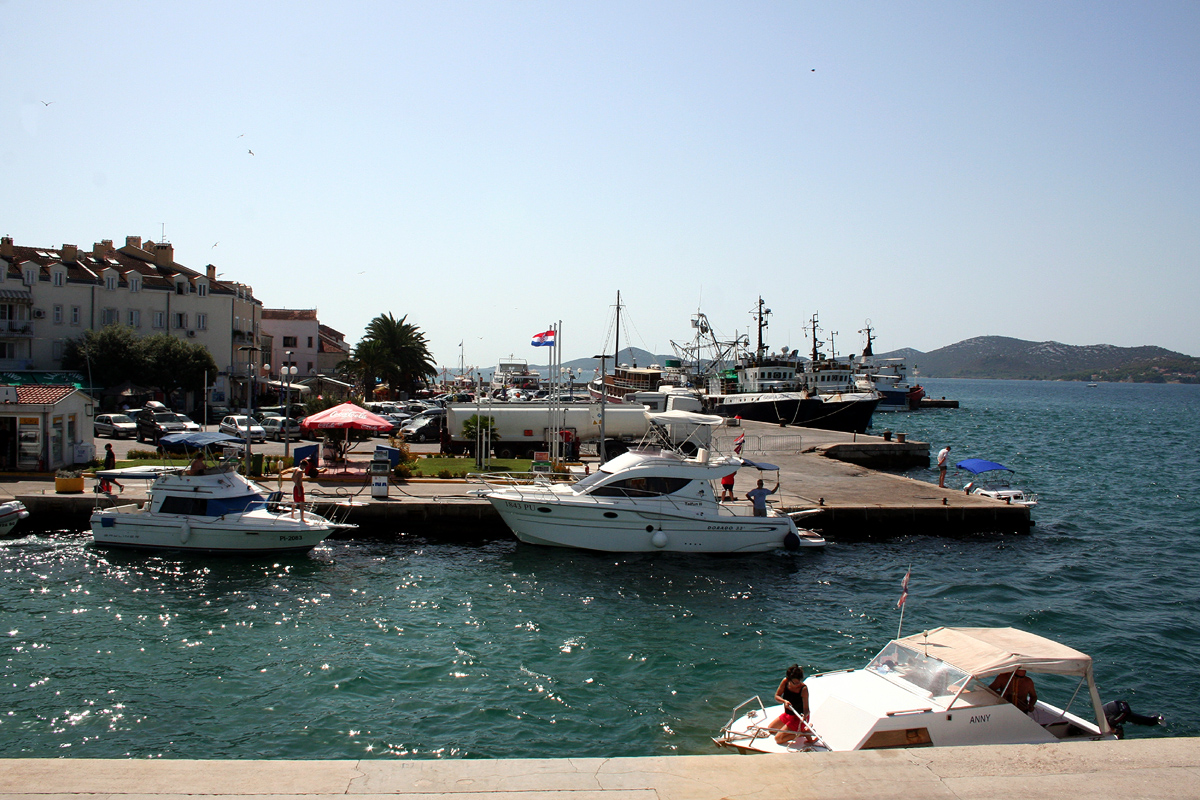
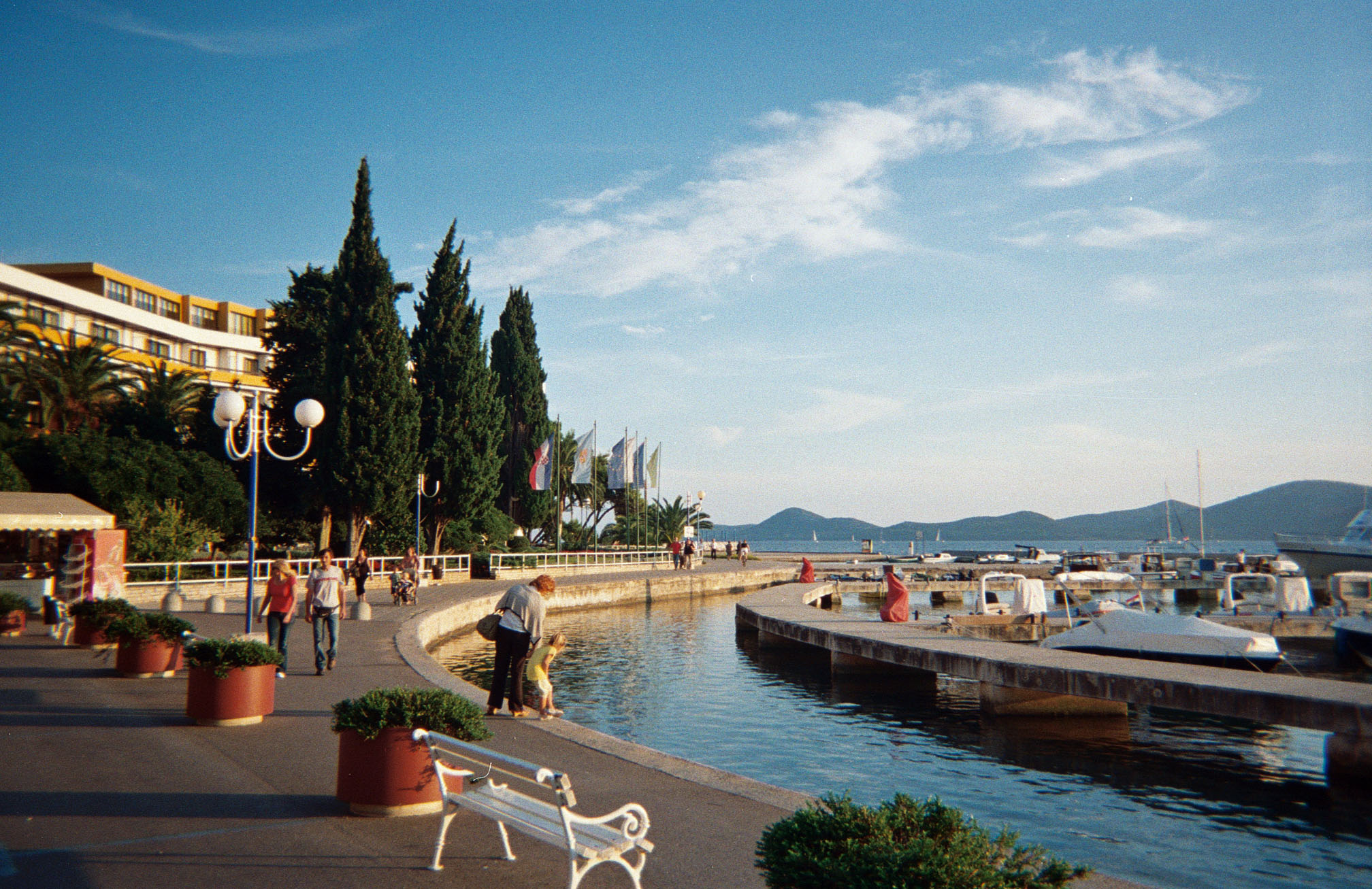
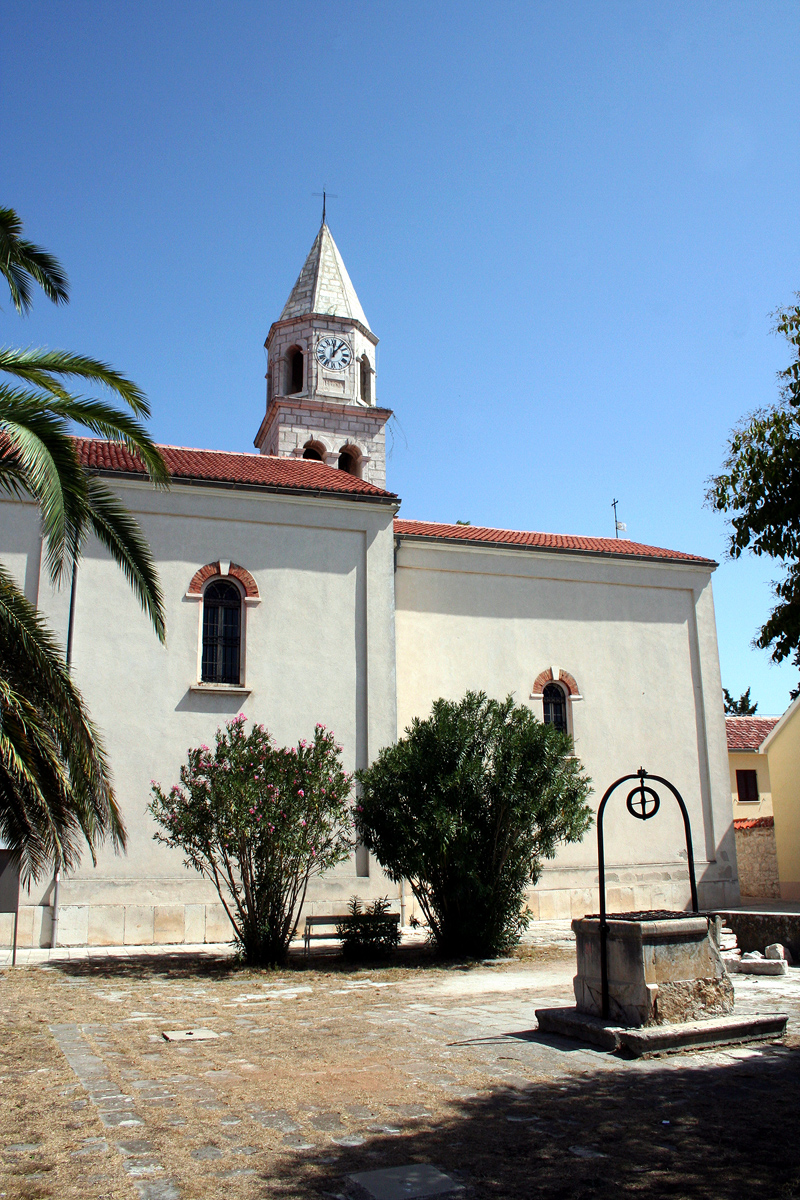
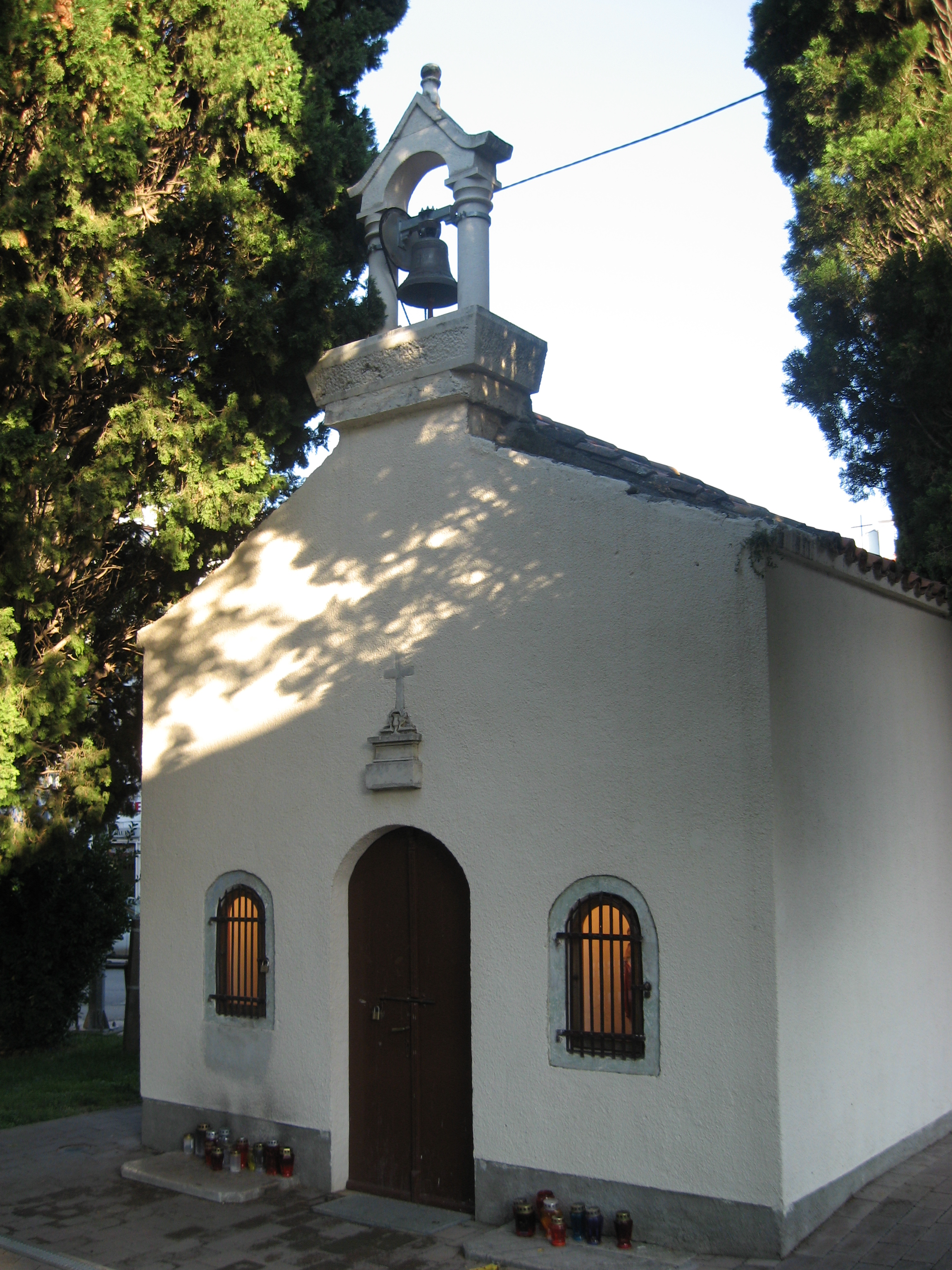
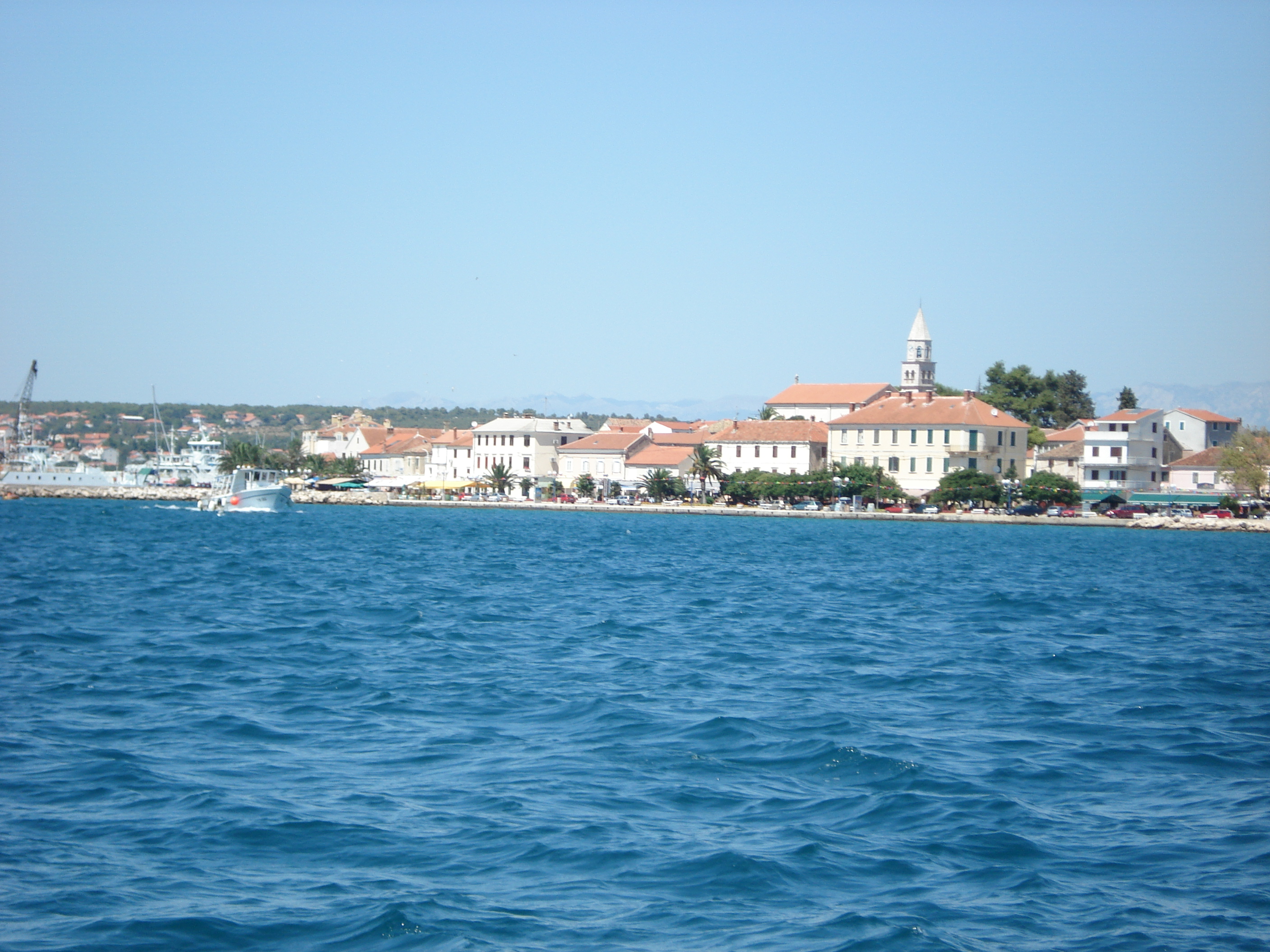

Steden (gradovi): Zadar · Benkovac · Biograd na Moru · Nin · Obrovac · Pag

Gemeenten (općine): Bibinje · Galovac · Gračac · Jasenice · Kali · Kolan · Kukljica · Lišane Ostrovičke · Novigrad · Pakoštane · Pašman · Polača · Poličnik · Posedarje · Povljana · Preko · Privlaka · Ražanac · Sali · Stankovci · Starigrad · Sukošan · Sveti Filip i Jakov · Škabrnja · Tkon · Vir · Vrsi · Zemunik Donji